# Bultaco Motors
|  | Aquest article tracta sobre la nova empresa de motos elèctriques. Si cerqueu informació sobre la històrica empresa de Sant Adrià, vegeu «Bultaco». |

Bultaco Motors fou una empresa catalano-madrilenya fabricant de motocicletes elèctriques. La seva raó social era Bultaco S.L. i la seva implantació geogràfica estava repartida entre dues seus: a Montmeló, Vallès Oriental -ben a prop del Circuit de Catalunya-, hi havia la planta de producció i prop de Madrid hi havia el centre de recerca i investigació (concretament, al parc tecnològic de la Universitat Carles III de Madrid, a Leganés).
L'empresa havia estat impulsada per un equip d'enginyers de Madrid experts en el disseny de motocicletes elèctriques, els quals, amb la idea de dedicar-se a la producció empresarial d'aquesta mena de vehicles decidiren de donar la màxima repercussió als seus productes tot fabricant-los sota una marca de prestigi, decantant-se finalment per Bultaco (un nom llegendari dins el món del motociclisme). Un cop explicat el seu projecte a la família Bultó, propietària de la marca, aviat arribaren a una entesa i entre tots varen fer possible el renaixement de la marca, tres dècades després del tancament de la seva històrica fàbrica de Sant Adrià de Besòs.
Presentada oficialment a Londres el 17 de maig de 2014, coincidint amb el 56è aniversari de la fundació de Bultaco (i amb la data de naixement del seu fundador, Paco Bultó), Bultaco Motors preveia crear 150 llocs de treball directes i al voltant de 350 d'indirectes. L'empresa anuncià que iniciaria la comercialització dels seus primers models a començaments del 2015.
Després d'una llarga etapa de crisi financera, al setembre de 2019 l'empresa entrà en fase de liquidació.

## Història
La històrica Bultaco entrà en crisi a finals de la dècada de 1970 i, un cop la família Bultó hagué abandonat l'empresa, tancà portes definitivament el 1983. Durant aquest procés, el ministeri d'indústria espanyol va obligar la cúpula directiva de Montesa a comprar-ne la marca. Anys a venir, Paco Bultó va demanar a la direcció de Montesa els drets mercantils sobre el logotip i la marca de Bultaco, al·legant que no tenien cap valor comercial per a Honda (aleshores ja propietària de Montesa). Montesa concedí de franc aquesta cessió de propietat industrial i fou gràcies a aquesta transacció que el 1999 el fabricant Derbi va ressuscitar Bultaco amb una reedició de la Lobito i el llançament d'una línia de roba esportiva. Des d'aleshores, Bultaco ha mantingut fins a l'actualitat una línia comercial de roba i complements de tota mena,
 que han ajudat a mantenir vives en l'imaginari la marca i el logotip de l'empresa. Quan Piaggio ja havia absorbit Derbi, els hereus de Paco Bultó recuperaren la llicència de la marca que havien cedit a la multinacional italiana.
La principal responsable del retorn de Bultaco a la producció de motocicletes fou LGN Tech Design, una empresa d'enginyeria madrilenya especialitzada en disseny mecànic i electrònica creada el 2010 com a spin-off de la Universitat Carles III, amb el suport del seu Parc Tecnològic. Fundada per José Germán Pérez, Raúl Pérez, Juan Manuel Vinós, Gerard Pöllmann i Jorge Bonilla, LGN disposava d'un equip 30 persones i s'enfocava al desenvolupament de patents. En menys de dos anys varen desenvolupar una moto elèctrica, anomenada e-Jarama, que va competir en el Campionat internacional de motos elèctriques (e-Power) organitzat per la FIM el 2011, amb bons resultats: va acabar en tercera posició en la primera cursa, disputada al circuit francès de Magny Cours. L'èxit provocà la creació d'una estructura empresarial per a la fabricació de motocicletes en sèrie. Després d'un primer contacte amb Piaggio que no fructificà, el 2012 aparegué en escena Bultaco i en qüestió de poques setmanes l'acord estava signat: LGN passava a convertir-se en Bultaco Motors.
Dues peces clau per a l'aliança entre LGN i Bultaco varen ser Karl-Heinz Kalbfell (vinculat a BMW i a la Fórmula 1) i Álvaro Bultó (un dels deu fills de Paco Bultó). Malauradament, tots dos van morir l'agost de 2013 en sengles accidents, amb una setmana de diferència.
La importància del projecte va fer que l'empresa passés de 3.000 euros de capital social a tres milions de capital propi. En paraules de Juan Manuel Vinós, CEO i cofundador de Bultaco Motors, «acaba d'entrar un fons d'inversió important i, sense haver iniciat la producció i abans de la seva presentació ja som la companyia de motocicletes de més valor comptable d'Espanya. El doble que la següent».

### Presentació

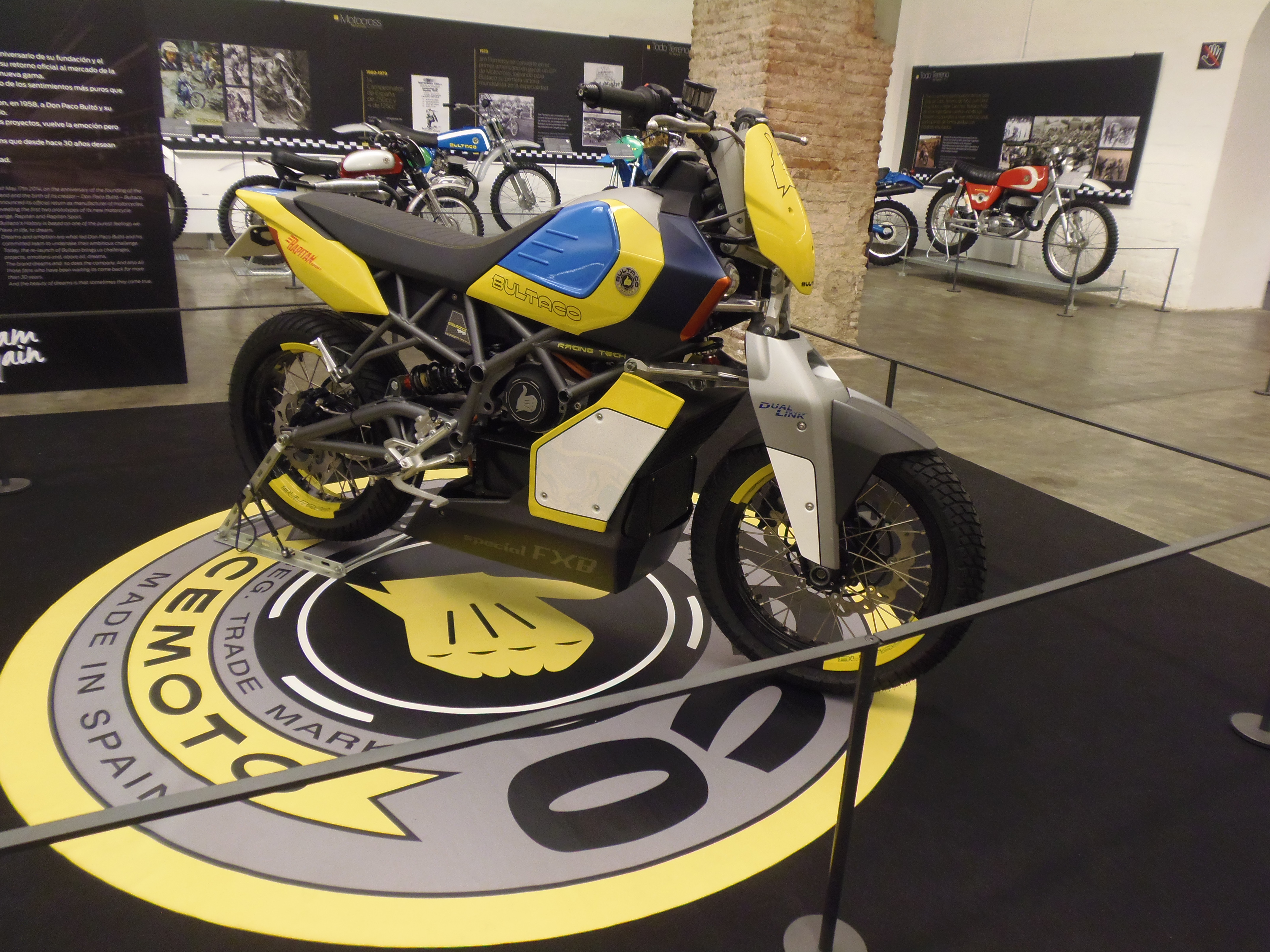
La Bultaco Rapitan Sport presentada el 2014

El 16 de maig de 2014, Curro Bultó (fill petit de Paco Bultó i director general de Bultaco Motors), anuncià en una entrevista a Catalunya Ràdio que Bultaco tornaria a fabricar motocicletes en una nova fàbrica a Montmeló, afegint que aquest cop les motocicletes serien elèctriques, de tecnologia pròpia, i que estava previst que es comencessin a comercialitzar a partir del 2015. Curro Bultó declarà que «la mobilitat no és que sigui el futur, és que ja és el present», i recordà que les grans marques de motos i cotxes ja s'estan centrant en aquest mercat.
L'anunci oficial de l'esdeveniment es va fer en un hotel de Londres l'endemà, 17 de maig a les nou del vespre, sota el lema Bultaco is back ("Bultaco ha tornat"). La presentació l'encapçalaren diversos directius de la nova societat i membres de la família Bultó, entre els quals Inés i Curro (la filla gran i el petit de Paco Bultó) i Oriol Puig Bultó (nebot de Paco). També hi era Sammy Miller, històric pilot de la marca.

## Empresa

### Estructura
Tot i que Bultaco Motors nasqué com a Societat Limitada hi havia la intenció de convertir-la en SA i possibilitar així la seva inclusió en la llista de companyies del MAB. Mentrestant, aspirava a alguns préstecs d'entitats bancàries o institucionals com ara el que va sol·licitar al ministeri d'indústria per tal de fer front a la construcció de la planta de producció (el cost previst vorejava els set milions d'euros). També s'havia fet una sol·licitud de crèdit a l'ICF que podia oscil·lar entre un i dos milions d'euros i que la Generalitat de Catalunya estudià.
Malgrat que la nova Bultaco Motors tenia ofertes per a instal·lar-se en altres llocs, es prengué la decisió d'establir la fàbrica a Montmeló perquè al Vallès hi ha hagut sempre molta indústria motociclista. Segons Juan Manuel Vinós, «hi ha un parc de proveïdors molt fort i d'alta qualitat amb els qui ja hem signat acords perquè ens subministrin les peces necessàries». La idea era crear un important nucli de proveïdors, uns 160, tant de productes com de tecnologia ben a prop (inicialment, alguns dels sistemes com ara la bateria, la recuperació i emmagatzematge d'energia o el control de potència es fabricavn a fora, sobretot a Alemanya).
La comercialització de les noves Bultaco es volia fer de manera específica amb establiments propis i amb un nombre més ampli de centres d'atenció o "córners" en llocs estratègics, on exposar els seus vehicles. Havien d'arrencar el 2015 amb dos punts de venda (Madrid i Barcelona) i a poc a poc augmentar la seva presència en no menys de cinc països de l'entorn. A banda de la xarxa de vendes a l'estat espanyol se'n volien crear també al Regne Unit, França, Alemanya i als Estats Units.

### Pla de negoci
S'esperava assolir unes vendes de mil unitats en el primer any, una xifra semblant a la del primer exercici de Bultaco. El 2020 (amb una gamma de productes força ampliada) comptaven haver-se situat entre 10.000 i 15.000 vehicles, el 90% dels quals es destinaria a l'exportació.
Segons les previsions de la direcció, en qüestió de 15 anys, entre el 60 i el 70% de les motos que es vendrien al món serian elèctriques o híbrides, de manera que l'empresa també preparava el desenvolupament de motors d'aquest tipus. Quan això arribés esperaven haver incrementat considerablement una plantilla que a finals del 2014 se situà en unes 50 persones i que haviar de tancar el següent exercici amb unes 150. Tot amb tot, l'empresa no descartava llançar al mercat motocicletes amb altres energies -fins i tot el motor de combustible fòssil convencional- que podrien estar circulant abans del 2020, segons constava en el comunicat de llançament del projecte. El pla de negoci també incloïa la possibilitat de subministrar components a altres fabricants.
A banda, els directius de l'empresa apostaven perquè la nova Bultaco també es fes un nom a les curses de motocicletes elèctriques en què participaria.

### Localització
Bultaco Motors tenia dos caps ben diferenciats: d'una banda, la divisió d'R+D+I, emplaçada a Leganés Tecnológico (el parc tecnològic de la Universitat Carles III de Madrid), i de l'altra, la factoria de Montmeló, on es duien a terme tots els processos de producció amb un equip humà encapçalat per directius provinents de l'extinta Derbi. Les adreces d'aquestes dues seus eren les següents:
- R&D Lab: Av. Gregorio Peces Barba 1, 28918 Leganés.
- Fàbrica: Carrer Ronda del Pegregar s/n, 08160 Montmeló.

### Equip directiu
Bultaco començà la seva nova etapa amb una plantilla de 30 treballadors. Al capdavant hi havia el seu Consell Fundador i Executiu i Curro Bultó, qui exercia com a director general.
Els membres del Consell Fundador Executiu eren:
- Gerald Pöllmann - President i Cofundador
- Juan Manuel Vinós - CEO i Cofundador
- Jorge Bonilla - Secretari General i Cofundador
- José Germán Pérez - Director R + D i Cofundador
- Raúl Pérez - Responsable Prototips i Cofundador
- Indalecio Gil - Conseller Executiu (Organització i Recursos)

Altres persones clau dins l'organigrama eren:
- Johann Wohlfarter - Consultor estratègic en desenvolupament de xarxa global de distribució
- Inocencio González - Director de Negoci
- Javier Sobrino - Director d'Operacions
- José González - Director de Disseny
- Nick Schoeps - Lead Project Engineer
- Alessandro Bifano - Responsable de Màrqueting i Comunicació
- Daniel Oliver i Bultó - Responsable de Desenvolupament de Negoci

## Productes
Els primers models que l'empresa tenia previst llançar eren:
- La Light Bike (o Moto-bike) que havia de sortir a començaments del 2015 i de la qual se n'havien de desenvolupar diferents versions.
- La Urbanmotard elèctrica, que havia d'arribar a mitjans del mateix any.
- La Rapitan i la seva versió més esport, tipus fora d'asfalt, la Rapitan Sport. Eren la gran aposta de la companyia i totes dues versions havien d'arribar el 2015.

### Bultaco Rapitan

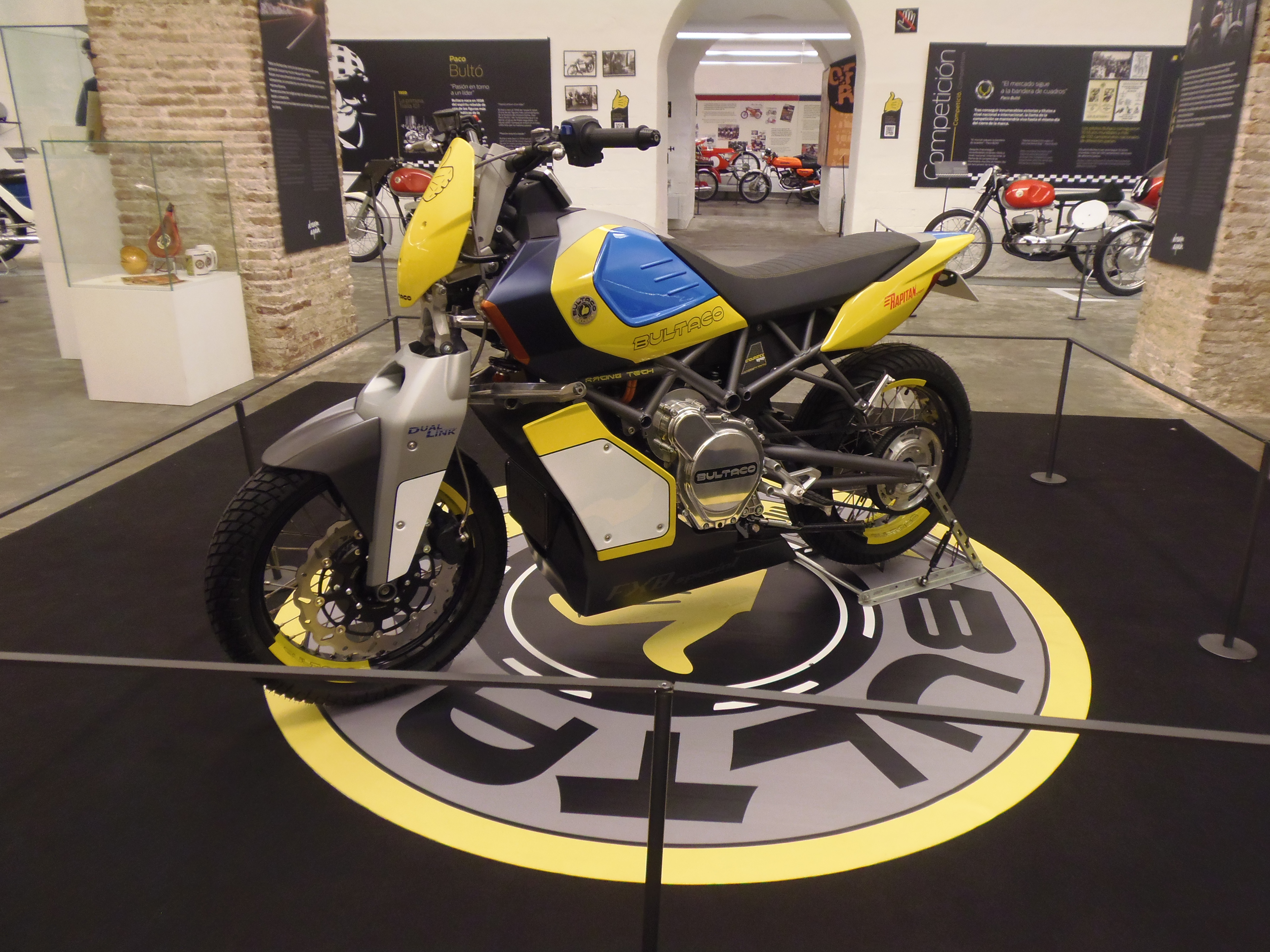
Bultaco Rapitan 2014 06.JPG

La Rapitan era una motocicleta elèctrica d'altes prestacions, tot i que amb la velocitat autolimitada a 150 km/h i una autonomia de 200 quilòmetres. A diferència dels seus homòlegs de quatre rodes, tenia l'avantatge que, en la modalitat ràpida, podia carregar en només una hora en qualsevol xarxa elèctrica, inclosa la domèstica (la càrrega normal dura tres hores). Pel que fa al preu, no especificat, s'havia dit que se situaria entre 14.000 i 16.000 euros. Pel que fa al seu nom, Rapitan és una denominació que tenia al cap Paco Bultó per a un model que mai no va arribar a veure la llum, però que va quedar en la memòria de la seva filla Inés.
La diferència entre la Rapitan i la Rapitan Sport raïa simplement en la carrosseria, ja que la mecànica era la mateixa. La primera d'elles havia de portar una carrosseria semi-carenada amb vocació de moto de turisme, amb seient còmode, manillar endarrerit i un gran buit per a deixar el casc en l'espai que habitualment ocupa el dipòsit de benzina en una moto de combustió. En canvi, la Bultaco Rapitan Sport havia de tenir un aspecte més dinàmic i els seus colors recordaven força la clàssica Lobito de mitjan dècada de 1970.

#### BEDTS i BCU
Ambdues versions de la Rapitan disposarien d'un motor elèctric 100% amb una potència de 40 kW (equivalent a 54 CV), amb un sistema de tracció elèctric propi de Bultaco (el BEDTS, "Bultaco Electrc Drive Train System") en la creació del qual hi havia col·laborat Viesca, una enginyeria amb diversos anys d'experiència en el desenvolupament de l'AVE.
El BEDTS, a diferència del d'altres vehicles elèctrics de dues rodes, permet obtenir el màxim rendiment energètic de la frenada regenerativa, gràcies al fet que la tecnologia aplicada al xassís maximitza l'adherència de la roda posterior en frenada, la qual cosa permet aplicar un parell de frenat elèctric considerable. El sistema d'acumulació d'energia, que combina una bateria d'ions de liti i ultracondensadors és un altre dels elements que asseguren un rendiment molt superior al dels altres vehicle semblants.
El programari de la unitat de control (BCU, "Bultaco Control Unit") permetia gestionar la potència del motor, la recuperació d'energia, la recàrrega de la bateria i la connexió amb dispositius mòbils. Mitjançant l'aplicació Biker Manager creada per Bultaco, l'usuari podria saber amb aquest tipus de dispositius dades com la càrrega de la bateria, l'autonomia segons el tipus de conducció que realitzés o la situació de la moto, entre d'altres.

#### Característiques tècniques
Les principals característiques tècniques de la Rapitan eren aquestes:
- Motor: Bultaco Powercore eMK1
- Tipus: Inducció sense escombretes (refrigerat per aire)
- Potència: 40 kW
- Parell: 125 Nm
- Controladora: BCU ("Bultaco Control Unit") amb fre regeneratiu
- Bateria: Bultaco Li-Ion ESS amb BMS integrat
- Pes: 189 kg
- Velocitat màxima: 145 km/h
- Autonomia (SAE):
  - Ciutat: 200 km
  - Autopista: 110 km
  - Mixt: 140 km
- Temps de recàrrega: 3,5-5 hores (Càrrega ràpida: 45-60 minuts)

### Bultaco Brinco

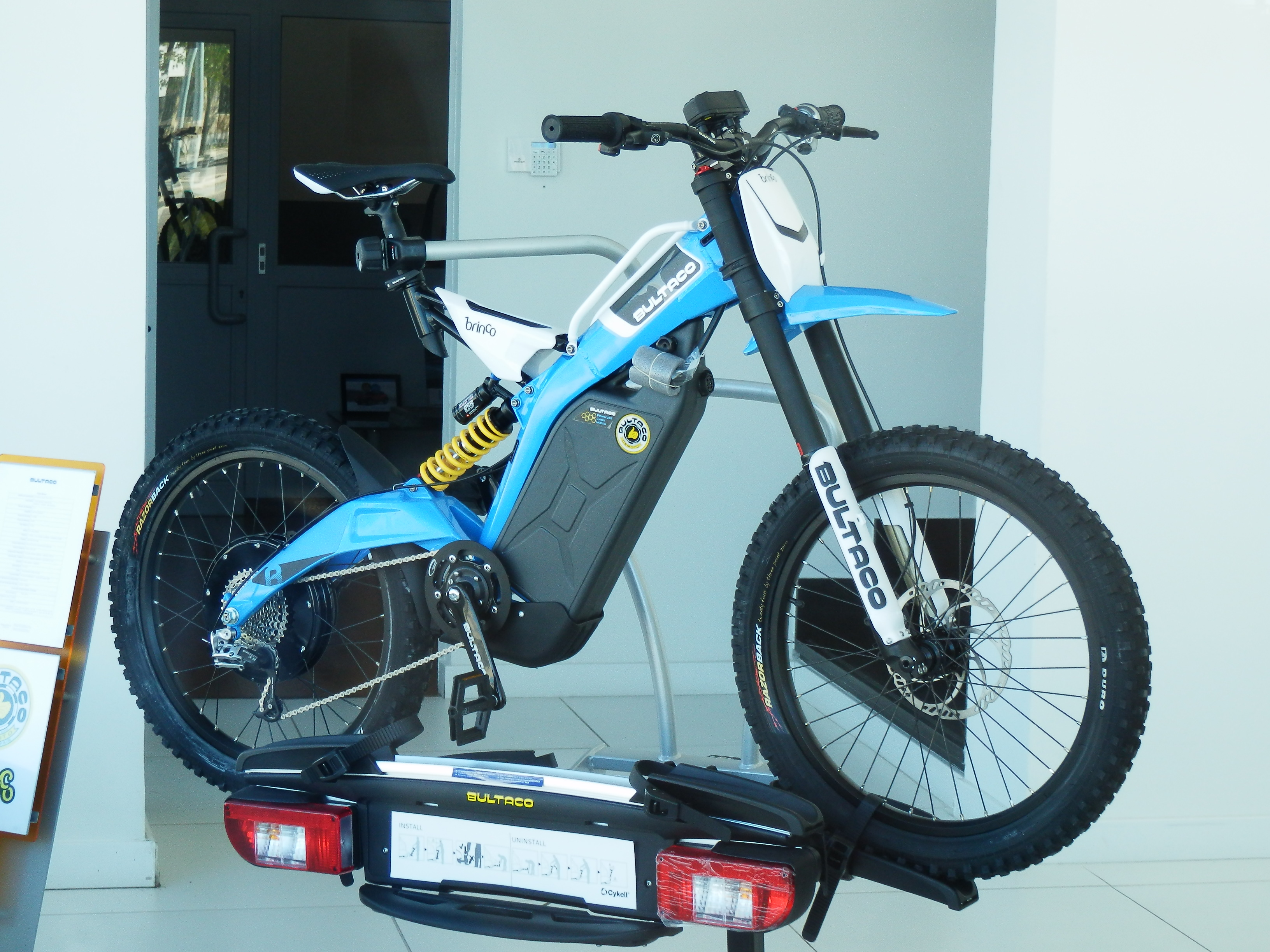
La Bultaco Brinco elèctrica del 2016

El juny del 2015, l'empresa recuperà la denominació d'un nom comercial històric, "Brinco" (emprat per l'antiga Bultaco en un model de motocicleta juvenil llançat el 1973), per a l'anunciada Moto-bike, un híbrid entre moto i bicicleta elèctrica de tot terreny, pensada tant per a passejar-hi per muntanya com per a fer-la servir en proves de descens d'alt nivell.